# Società dei Cincinnati

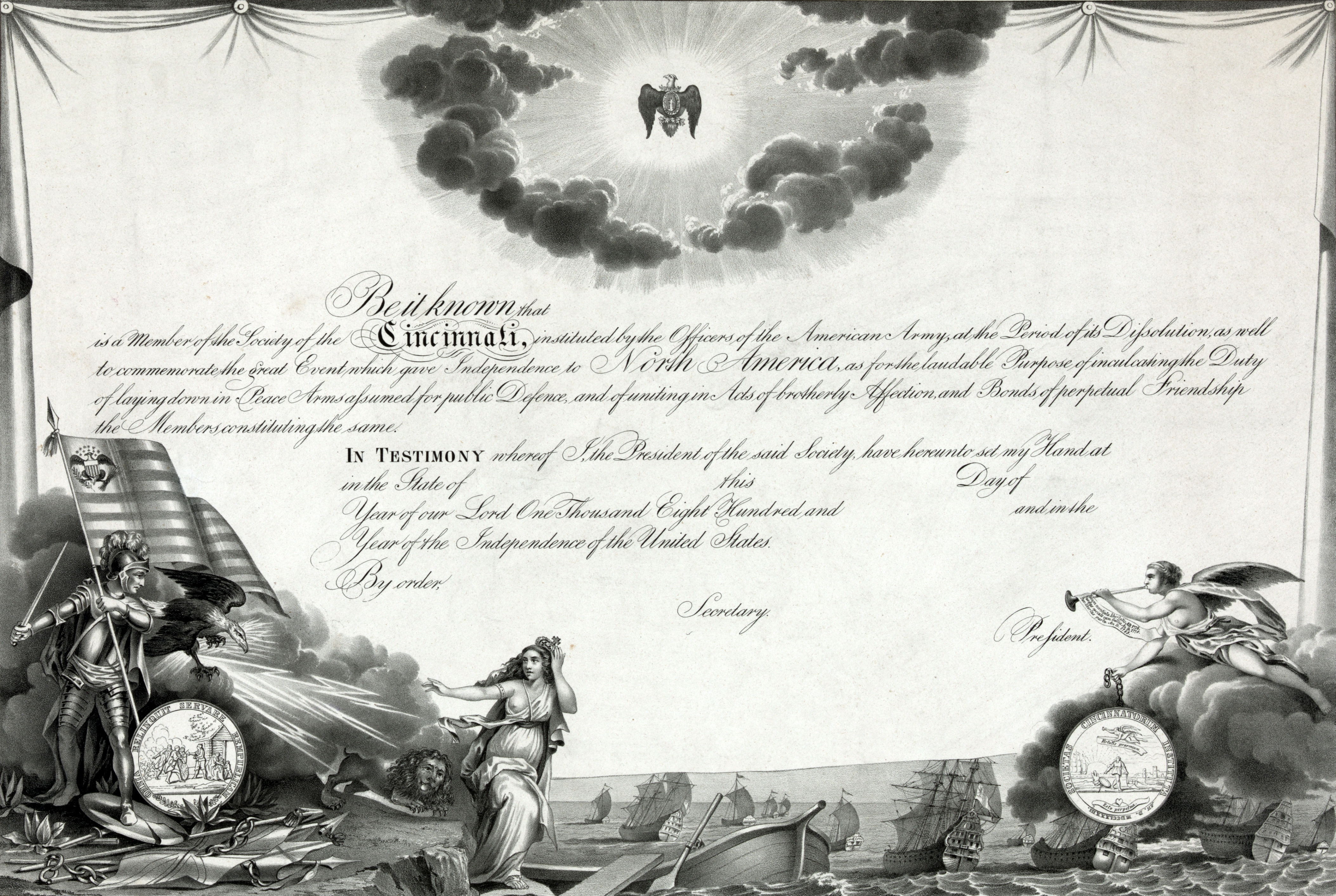
Society of the Cincinnati, certificato di appartenenza

La Società dei Cincinnati (in inglese: Society of the Cincinnati) è un'associazione statunitense, con filiali negli Stati Uniti e Francia, fondata nel 1783 da ufficiali che avevano prestato servizio durante la guerra d'indipendenza americana, come arma di pressione affinché il governo onorasse gli impegni fatti agli ufficiali che avevano preso parte alla guerra.
Attualmente la Società dei Cincinnati è un'organizzazione culturale senza scopo di lucro che promuove l'interesse per la Rivoluzione Americana attraverso biblioteche, un museo, pubblicazioni e l'organizzazione di mostre.

## Storia

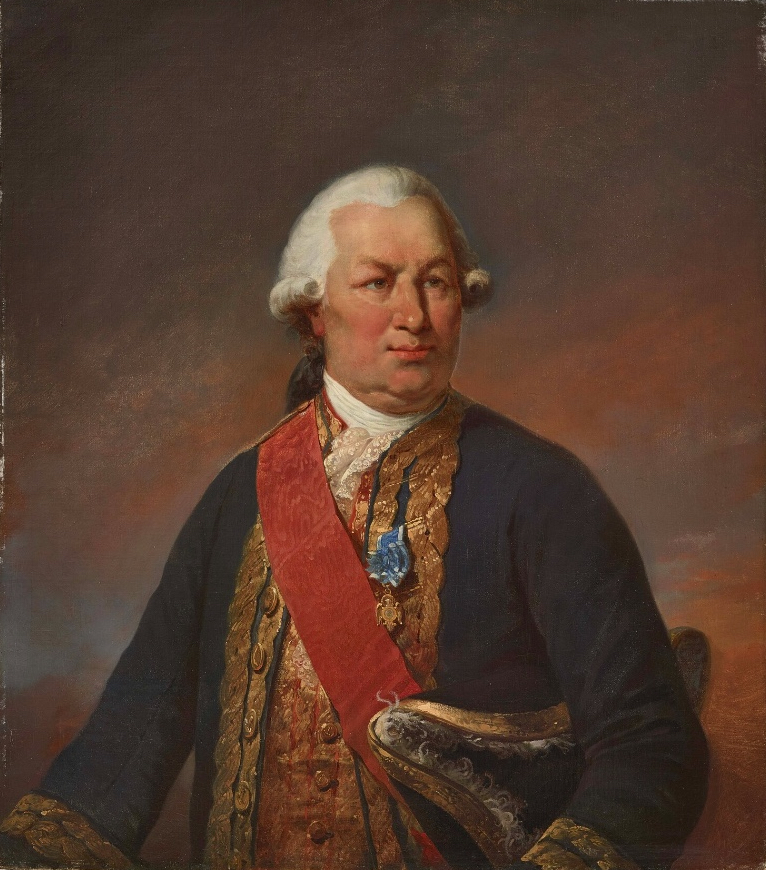
L'ammiraglio francese François Joseph Paul de Grasse con la medaglia della Società dei Cincinnati

Gli scopi della società, al momento della nascita, erano quelli di promuovere l'unità della nazione, favorire il mantenimento dei contatti personali e di amicizia nati durante la guerra, perpetuare gli ideali per i quali si era combattuto, aiutare i soci, o i loro familiari, in difficoltà.
L'associazione prese il nome da Cincinnato, il cittadino-soldato della Roma repubblicana. Potevano appartenere alla società gli ufficiali che avevano preso parte alla Rivoluzione e il più anziano dei loro discendenti maschi. Sezioni della società furono organizzate in ognuno dei tredici stati americani più una sezione francese (Société des Cincinnati de France). Il primo presidente della società fu il generale George Washington. La costituzione della società sollevò aspre critiche già nel periodo della sua fondazione: Samuel Adams, per esempio, riteneva che la costituzione della società rappresentasse "un passo verso la nobiltà militare ereditaria", contraria pertanto allo spirito di uguaglianza che era stata alla base della rivoluzione americana. Per lo scarso interesse dei discendenti, attorno al 1835 la società era ormai inattiva nella maggior parte degli stati, ma ci fu un risveglio di interesse alla fine del XIX secolo.
La città di Cincinnati, nell'Ohio,  fu battezzata così in onore della società nel 1790.

## Premio della Società di Cincinnati
Il Premio della Società di Cincinnati riconosce l'autore di un'opera eccezionale che fa progredire la comprensione della Rivoluzione Americana e della sua eredità. Creato nel 1989 come premio triennale, il premio viene ora consegnato annualmente.
Dal 1989, gli autori premiati sono:
- 1989: Bernard Bailyn, Voyagers to the West: A Passage in the Peopling of America on the Eve of the Revolution
- 1992: P. D. G. Thomas, Tea Party to Independence: The Third Phase of the American Revolution
- 1995: Stanley M. Elkins and Eric L. McKitrick, The Age of Federalism
- 1998: Jack N. Rakove, Original Meanings: Politics and Ideas in the Making of the Constitution
- 2001: Saul Cornell, The Other Founders: Anti-Federalism and the Dissenting Tradition in America
- 2004: Elizabeth Fenn, Pox Americana: The Great Smallpox Epidemic of 1775–1782
- 2007: Alan Taylor, The Divided Ground: Indians, Settlers, and the Northern Borderland of the American Revolution
- 2010: Matthew H. Spring, With Zeal and With Bayonets Only: The British Army on Campaign in North America, 1775–1783
- 2013: Benjamin L. Carp, Defiance of the Patriots: The Boston Tea Party and the Making of America
- 2018: Eric Hinderaker, Boston's Massacre
- 2020: John Buchanan, The Road to Charleston: Nathanael Greene and the American Revolution
- 2021: T. Cole Jones, Captives of Liberty: Prisoners of War and the Politics of Vengeance in the American Revolution
- 2022: Kevin J. Weddle, The Compleat Victory: Saratoga and the American Revolution
- 2023: Friederike Baer, Hessians: German Soldiers in the American Revolutionary War[2]